# Список губернаторов Массачусетса
Губернатор Массачусетса (официальное название должности — Governor of the Commonwealth of Massachusetts — Губернатор Содружества Массачусетс) — глава правительства Массачусетса и главнокомандующий вооружёнными силами штата. Губернатор действует как глава правительства и имеет широкие и разнообразные политические обязанности, включая церемониальные и политические. Губернатор также подписывает законопроекты, принятые Генеральным советом Массачусетса и имеет право вето.
Начиная с Колонии Массачусетского залива, основанной в 1628 году, роль губернатора на протяжении всей истории Массачусетса менялась с точки зрения полномочий и выбора. В современной форме должности губернатора была прописана в Конституции Массачусетса 1780 года, которая предусматривала должность «высшего исполнительного магистрата».
Губернатор Массачусетса избирается на 4 года и не имеет ограничений на количество сроков службы. Также вместе с губернатором избирается вице-губернатор (англ. Lieutenant Governor). Нынешним губернатором является демократ Мора Хили, победившая на губернаторских выборах 2022 года.

## Список губернаторов Массачусетса
В таблице ниже исполняющие обязанности губернаторов выделены курсивом и не считаются фактическими губернаторами. Дольше всех губернатором Массачусетса был демократ Майкл Дукакис, который находился у власти двенадцать лет, с 1975 по 1979 и с 1983 по 1991 год. Самый длинный период непрерывной службы на посту губернатора зафиксирован у Леви Линкольна-младшего, который занимал эту должность девять лет подряд. Самый короткий период службы избранного губернатора составлял один год, чего достигли несколько губернаторов XIX века. Инкриз Самнер, в 1799 году избранный подавляющим большинством голосов на третий срок подряд, был на смертном одре и умер вскоре после принесения присяги; это самая короткая часть индивидуального срока службы губернатора. Самнер был одним из четырёх губернаторов, умерших при исполнении служебных обязанностей; семь губернаторов ушли в отставку, большинство из них заняли другую должность.
Политические партии
| Независимый | Федералисты | Демократы-республиканцы | Национал-республиканцы | Демократы | Незнайки | Виги | Республиканцы |
| ----------- | ----------- | ----------------------- | ---------------------- | --------- | -------- | ---- | ------------- |
| 6           | 5           | 5                       | 2                      | 22        | 1        | 6    | 34            |

| #    | Портрет                       | Губернатор              | Срок полномочий      | Срок полномочий      | Срок полномочий | Вице-губернатор                                                        | Партия                 | Прим.                                                                                           |
| #    | Портрет                       | Губернатор              | Вступил в должность  | Покинул должность    | Дни             | Вице-губернатор                                                        | Партия                 | Прим.                                                                                           |
| ---- | ----------------------------- | ----------------------- | -------------------- | -------------------- | --------------- | ---------------------------------------------------------------------- | ---------------------- | ----------------------------------------------------------------------------------------------- |
| 1    |                               | Джон Хэнкок             | 25 октября 1780 года | 17 февраля 1785 года | 1576            | Томас Кушинг (1780—1788)                                               | Независимый            | Ушёл в отставку из-за болезни (подагра).                                                        |
| И.о. |                               | Томас Кушинг            | 17 февраля 1785 года | 27 мая 1785 года     | 99              | Томас Кушинг (1780—1788)                                               | Независимый            | Исполнял обязанности губернатора до конца срока Хэнкока. Проиграл выборы                        |
| 2    |                               | Джеймс Боудин           | 27 мая 1785 года     | 30 мая 1787 года     | 733             | Томас Кушинг (1780—1788)                                               | Независимый            | Проиграл перевыборы                                                                             |
| 3    |                               | Джон Хэнкок             | 30 мая 1787 года     | 8 октября 1793 года  | 2323            | Бенджамин Линкольн (1788—1789) Сэмюэл Адамс (1789—1794)                | Независимый            | Умер                                                                                            |
| 4    |                               | Сэмюэл Адамс            | 8 октября 1793 года  | 2 июня 1797 года     | 1333            | Мозес Гилл (1794–1800)                                                 | Независимый            | Исполнял обязанности губернатора до конца срока Хэнкока, после чего несколько раз переизбирался |
| 5    |                               | Инкриз Самнер           | 2 июля 1797 года     | 7 июля 1799 года     | 735             | Мозес Гилл (1794–1800)                                                 | Федералист             | Умер                                                                                            |
| И.о. |                               | Мозес Гилл              | 7 июля 1799 года     | 20 мая 1800 года     | 317             | Мозес Гилл (1794–1800)                                                 | Независимый            | Исполнял обязанности губернатора до конца срока Самнера. Умер за десять дней до его окончания   |
| И.о. |                               | Губернаторский совет    | 20 мая 1800 года     | 30 мая 1800 года     | 10              | Нет                                                                    | Независимый            | Единственный раз, когда должности губернатора и вице-губернатора были вакантными одновременно   |
| 6    |                               | Калеб Стронг            | 30 мая 1800 года     | 29 мая 1807 года     | 2555            | Сэмюэл Филлипс-мл. (1801—1802) Эдвард Роббинс (1802—1806)              | Федералист             | Проиграл перевыборы                                                                             |
| 7    |                               | Джеймс Салливан         | 29 мая 1807 года     | 10 декабря 1808 года | 561             | Леви Линкольн-ст.                                                      | Демократ-республиканец | Умер                                                                                            |
| И.о. |                               | Леви Линкольн-ст.       | 10 декабря 1808 года | 1 мая 1809 года      | 142             | Леви Линкольн-ст.                                                      | Демократ-республиканец | Исполнял обязанности губернатора до конца срока Салливана. Проиграл выборы                      |
| 8    |                               | Кристофер Гор           | 1 мая 1809 года      | 10 июня 1810 года    | 405             | Дэвид Кобб                                                             | Федералист             | Проиграл перевыборы                                                                             |
| 9    |                               | Элбридж Герри           | 10 июня 1810 года    | 5 июня 1812 года     | 726             | Уильям Грей                                                            | Демократ-республиканец |                                                                                                 |
| 10   |                               | Калеб Стронг            | 5 июня 1812 года     | 30 мая 1816 года     | 1455            | Уильям Филлипс-мл.                                                     | Федералист             | Ушёл в отставку                                                                                 |
| 11   |                               | Джон Брукс              | 30 мая 1816 года     | 31 мая 1823 года     | 2557            | Уильям Филлипс-мл.                                                     | Федералист             | Ушёл в отставку                                                                                 |
| 12   |                               | Уильям Юстис            | 31 мая 1823 года     | 6 февраля 1825 года  | 617             | Леви Линкольн-мл. (1823—1824) Маркус Мортон (1824—1825)                | Демократ-республиканец | Умер                                                                                            |
| И.о. |                               | Маркус Мортон           | 6 февраля 1825 года  | 26 мая 1825 года     | 109             | Нет                                                                    | Демократ-республиканец | Исполнял обязанности губернатора до конца срока Юстиса. В отставке                              |
| 13   |                               | Леви Линкольн-мл.       | 26 мая 1825 года     | 9 января 1834 года   | 3150            | Томас Л. Уинтроп (1826–1833)                                           | Национал-республиканец | Ушёл в отставку                                                                                 |
| 14   |                               | Джон Дэвис              | 9 января 1834 года   | 1 марта 1835 года    | 416             | Сэмюэл Т. Армстронг                                                    | Национал-республиканец | Ушёл в отставку, чтобы стать сенатором США                                                      |
| И.о. |                               | Сэмюэл Т. Армстронг     | 1 марта 1835 года    | 13 января 1836 года  | 318             | Нет                                                                    | Виг                    | Исполнял обязанности губернатора до конца срока Дэвиса. Проиграл выборы как независимый         |
| 15   |                               | Эдвард Эверетт          | 13 января 1836 года  | 18 января 1840 года  | 1466            | Джордж Халл                                                            | Виг                    | Проиграл перевыборы                                                                             |
| 16   |                               | Маркус Мортон           | 18 января 1840 года  | 7 января 1841 года   | 355             | Джордж Халл                                                            | Демократ               | Проиграл перевыборы                                                                             |
| 17   |                               | Джон Дэвис              | 7 января 1841 года   | 17 января 1843 года  | 740             | Джордж Халл                                                            | Виг                    | Проиграл перевыборы                                                                             |
| 18   |                               | Маркус Мортон           | 17 января 1843 года  | 9 января 1844 года   | 357             | Генри Х. Чайлдз                                                        | Демократ               | Проиграл перевыборы                                                                             |
| 19   |                               | Джон Н. Бриггс          | 9 января 1844 года   | 11 января 1851 года  | 2559            | Джон Рид-мл.                                                           | Виг                    | Проиграл перевыборы                                                                             |
| 20   |                               | Джордж С. Баутвелл      | 11 января 1851 года  | 14 января 1853 года  | 734             | Генри У. Кушман                                                        | Демократ               | Ушёл в отставку                                                                                 |
| 21   |                               | Джон Г. Клиффорд        | 14 января 1853 года  | 12 января 1854 года  | 363             | Элиша Хантингтон                                                       | Виг                    | Ушёл в отставку                                                                                 |
| 22   |                               | Эмори Уошберн           | 12 января 1854 года  | 4 января 1855 года   | 357             | Уильям К. Планкетт                                                     | Виг                    | Проиграл перевыборы                                                                             |
| 23   |                               | Генри Гарднер           | 4 января 1855 года   | 7 января 1858 года   | 1099            | Саймон Браун (1855—1856) Генри Э. Бенчли (1856—1858)                   | Незнайка               | Проиграл перевыборы                                                                             |
| 24   |                               | Натаниэль П. Бэнкс      | 7 января 1858 года   | 3 января 1861 года   | 1092            | Элифалет Траск                                                         | Республиканец          | Ушёл в отставку, чтобы баллотироваться в президенты                                             |
| 25   |                               | Джон А. Эндрю           | 3 января 1861 года   | 4 января 1866 года   | 1827            | Джон З. Гудрич (1861) Джон Несмит (1862) Джоэл Хейден (1863—1866)      | Республиканец          | Ушёл в отставку                                                                                 |
| 26   |                               | Александр Буллок        | 4 января 1866 года   | 7 января 1869 года   | 1099            | Уильям Клафлин                                                         | Республиканец          | Ушёл в отставку                                                                                 |
| 27   |                               | Уильям Клафлин          | 7 января 1869 года   | 4 января 1872 года   | 1092            | Джозеф Такер (1869–1873)                                               | Республиканец          | Ушёл в отставку                                                                                 |
| 28   |                               | Уильям Б. Уошберн       | 4 января 1872 года   | 29 апреля 1874 года  | 846             | Томас Талбот (1873–1875)                                               | Республиканец          | Ушёл в отставку, чтобы стать сенатором США                                                      |
| И.о. |                               | Томас Талбот            | 29 апреля 1874 года  | 7 января 1875 года   | 253             | Томас Талбот (1873–1875)                                               | Республиканец          | Исполнял обязанности губернатора до конца срока Уошберна. Проиграл выборы                       |
| 29   |                               | Уильям Гастон           | 7 января 1875 года   | 6 января 1876 года   | 364             | Горацио Г. Найт                                                        | Демократ               | Проиграл перевыборы                                                                             |
| 30   |                               | Александр Х. Райс       | 6 января 1876 года   | 2 января 1879 года   | 1092            | Горацио Г. Найт                                                        | Республиканец          | Ушёл в отставку                                                                                 |
| 31   |                               | Томас Талбот            | 2 января 1879 года   | 8 января 1880 года   | 371             | Джон Д. Лонг                                                           | Республиканец          | Ушёл в отставку                                                                                 |
| 32   |                               | Джон Д. Лонг            | 8 января 1880 года   | 4 января 1883 года   | 1092            | Байрон Вестон                                                          | Республиканец          | Ушёл в отставку                                                                                 |
| 33   |                               | Бенджамин Ф. Батлер     | 4 января 1883 года   | 3 октября 1884 года  | 638             | Оливер Эймс                                                            | Демократ               | Проиграл перевыборы                                                                             |
| 34   |                               | Джордж Д. Робинсон      | 3 октября 1884 года  | 6 января 1887 года   | 825             | Оливер Эймс                                                            | Республиканец          | Ушёл в отставку                                                                                 |
| 35   |                               | Оливер Эймс             | 6 января 1887 года   | 7 января 1890 года   | 1096            | Джон К. А. Брэкетт                                                     | Республиканец          | Ушёл в отставку                                                                                 |
| 36   |                               | Джон К. А. Брэкетт      | 7 января 1890 года   | 8 января 1891 года   | 366             | Уильям Г. Хейл (1890—1893)                                             | Республиканец          | Проиграл перевыборы                                                                             |
| 37   |                               | Уильям Ю. Рассел        | 8 января 1891 года   | 4 января 1894 года   | 1092            | Роджер Уолкотт (1893—1897)                                             | Демократ               | Ушёл в отставку                                                                                 |
| 38   |                               | Фредерик Т. Гринхалг    | 4 января 1894 года   | 5 марта 1896 года    | 791             | Роджер Уолкотт (1893—1897)                                             | Республиканец          | Умер                                                                                            |
| 39   |                               | Роджер Уолкотт          | 5 марта 1896 года    | 4 января 1900 года   | 1400            | Уинтроп Крейн                                                          | Республиканец          | Исполнял обязанности губернатора до конца срока Гринхалга. Ушёл в отставку.                     |
| 40   |                               | Уинтроп Крейн           | 4 января 1900 года   | 8 января 1903 года   | 1099            | Джон Л. Бейтс                                                          | Республиканец          | Ушёл в отставку                                                                                 |
| 41   |                               | Джон Л. Бейтс           | 8 января 1903 года   | 5 января 1905 года   | 728             | Кёртис Гилд-мл.                                                        | Республиканец          | Ушёл в отставку                                                                                 |
| 42   |                               | Уильям Л. Дуглас        | 5 января 1905 года   | 4 января 1906 года   | 364             | Кёртис Гилд-мл.                                                        | Демократ               | Ушёл в отставку                                                                                 |
| 43   |                               | Кёртис Гилд-мл.         | 4 января 1906 года   | 7 января 1909 года   | 1099            | Эбен С. Дрейпер                                                        | Республиканец          | Ушёл в отставку                                                                                 |
| 44   |                               | Эбен С. Дрейпер         | 7 января 1909 года   | 5 января 1911 года   | 728             | Луис А. Фротингем                                                      | Республиканец          | Проиграл перевыборы                                                                             |
| 45   |                               | Юджин Н. Фосс           | 5 января 1911 года   | 8 января 1914 года   | 1099            | Луис А. Фротингем (1911—1912) Роберт Люс (1912—1913)                   | Демократ               | Проиграл перевыборы как независимый                                                             |
| 45   | Дэвид И. Уолш (1913—1914)     | Юджин Н. Фосс           | 5 января 1911 года   | 8 января 1914 года   | 1099            |                                                                        | Демократ               | Проиграл перевыборы как независимый                                                             |
| 46   |                               | Дэвид И. Уолш           | 8 января 1914 года   | 6 января 1916 года   | 728             | Эдвард П. Бэрри (1914—1915)                                            | Демократ               | Проиграл перевыборы                                                                             |
| 46   | Графтон Д. Кушинг (1915—1916) | Дэвид И. Уолш           | 8 января 1914 года   | 6 января 1916 года   | 728             |                                                                        | Демократ               | Проиграл перевыборы                                                                             |
| 47   |                               | Сэмюэл У. Макколл       | 6 января 1916 года   | 2 января 1919 года   | 1092            | Джон К. Кулидж-мл.                                                     | Республиканец          | Ушёл в отставку                                                                                 |
| 48   |                               | Джон К. Кулидж-мл.      | 2 января 1919 года   | 6 января 1921 года   | 735             | Ченнинг Х. Кокс                                                        | Республиканец          | Стал вице-президентом США                                                                       |
| 49   |                               | Ченнинг Х. Кокс         | 6 января 1921 года   | 8 января 1925 года   | 2198            | Элвин Т. Фуллер                                                        | Республиканец          | Ушёл в отставку                                                                                 |
| 50   |                               | Элвин Т. Фуллер         | 8 января 1925 года   | 3 января 1929 года   | 1456            | Фрэнк Г. Аллен                                                         | Республиканец          | Ушёл в отставку                                                                                 |
| 51   |                               | Фрэнк Г. Аллен          | 3 января 1929 года   | 6 января 1931 года   | 733             | Уильям С. Янгмен                                                       | Республиканец          | Проиграл перевыборы                                                                             |
| 52   |                               | Джозеф Б. Эли           | 6 января 1931 года   | 3 января 1935 года   | 1458            | Уильям С. Янгмен (1929–1933) Гаспар Г. Бейкон (1933–1935)              | Демократ               | Ушёл в отставку                                                                                 |
| 53   |                               | Джеймс М. Кёрли         | 3 января 1935 года   | 7 января 1937 года   | 735             | Джозеф Л. Хёрли                                                        | Демократ               | Ушёл в отставку, чтобы баллотироваться в Сенат США                                              |
| 54   |                               | Чарльз Ф. Хёрли         | 7 января 1937 года   | 5 января 1939 года   | 728             | Фрэнсис Келли                                                          | Демократ               | Проиграл праймериз                                                                              |
| 55   |                               | Леверетт А. Солтонстолл | 5 января 1939 года   | 4 января 1945 года   | 2191            | Хорас Т. Кэхилл                                                        | Республиканец          | Ушёл в отставку чтобы стать сенатором США                                                       |
| 56   |                               | Морис Дж. Тобин         | 4 января 1945 года   | 2 января 1947 года   | 728             | Роберт Ф. Брэдфорд                                                     | Демократ               | Проиграл перевыборы                                                                             |
| 57   |                               | Роберт Ф. Брэдфорд      | 2 января 1947 года   | 6 января 1949 года   | 735             | Артур У. Кулидж                                                        | Республиканец          | Проиграл перевыборы                                                                             |
| 58   |                               | Пол Э. Дивер            | 6 января 1949 года   | 8 января 1953 года   | 1463            | Чарльз Ф. Салливан                                                     | Демократ               | Проиграл перевыборы                                                                             |
| 59   |                               | Кристиан А. Гертер      | 8 января 1953 года   | 3 января 1957 года   | 1456            | Самнер Г. Уиттиер                                                      | Республиканец          | Ушёл в отставку                                                                                 |
| 60   |                               | Дж. Фостер Фурколо      | 3 января 1957 года   | 5 января 1961 года   | 1463            | Роберт Ф. Мёрфи 1957—1960                                              | Демократ               | Ушёл в отставку, чтобы баллотироваться в Сенат США                                              |
| 61   |                               | Джон Э. Волпи           | 5 января 1961 года   | 3 января 1963 года   | 728             | Эдвард Ф. Маклафлин-мл.                                                | Республиканец          | Проиграл перевыборы                                                                             |
| 62   |                               | Эндикот Г. Пибоди       | 3 января 1963 года   | 7 января 1965 года   | 735             | Фрэнсис К. Беллотти                                                    | Демократ               | Проиграл праймериз                                                                              |
| 63   |                               | Джон Э. Волпи           | 7 января 1965 года   | 22 января 1969 года  | 1476            | Эллиот Л. Ричардсон (1965—1967) Фрэнсис У. Сарджент (1967—1969)        | Республиканец          | Ушёл в отставку, чтобы стать министром транспорта США                                           |
| 64   |                               | Фрэнсис У. Сарджент     | 22 января 1969 года  | 2 января 1975 года   | 2171            | Дональд Р. Дуайт                                                       | Республиканец          | Исполнял обязанности губернатора до конца срока Вольпе. Проиграл перевыборы                     |
| 65   |                               | Майкл Дукакис           | 2 января 1975 года   | 2 января 1979 года   | 1461            | Томас Ф. О’Нил III                                                     | Демократ               | Проиграл праймериз                                                                              |
| 66   |                               | Эдвард Дж. Кинг         | 2 января 1979 года   | 6 января 1983 года   | 1465            | Томас Ф. О’Нил III                                                     | Демократ               | Проиграл праймериз                                                                              |
| 67   |                               | Майкл Дукакис           | 6 января 1983 года   | 3 января 1991 года   | 2919            | Джон Ф. Керри (1983—1985) Вакантно (1985—1987) Ивлин Мёрфи (1987—1991) | Демократ               | Ушёл в отставку                                                                                 |
| 68   |                               | Билл Уэлд               | 3 января 1991 года   | 29 июля 1997 года    | 2399            | Пол Селуччи (1991–1999)                                                | Республиканец          | Ушёл в отставку, ожидая назначения послом США в Мексике                                         |
| 69   |                               | Пол Селуччи             | 29 июля 1997 года    | 10 апреля 2001 года  | 1351            | Джейн Свифт (1999–2003)                                                | Республиканец          |                                                                                                 |
| И.о. |                               | Джейн Свифт             | 10 апреля 2001 года  | 2 января 2003 года   | 632             | Джейн Свифт (1999–2003)                                                | Республиканец          | Исполняла обязанности губернатора до конца срока Селлуччи. Ушла в отставку                      |
| 70   |                               | Митт Ромни              | 2 января 2003 года   | 4 января 2007 года   | 1463            | Керри Хили                                                             | Республиканец          | Ушёл в отставку                                                                                 |
| 71   |                               | Деваль Патрик           | 4 января 2007 года   | 8 января 2015 года   | 2926            | Тим Мюррей (2007—2013) Вакантна (2013—2015)                            | Демократ               | Ушёл в отставку                                                                                 |
| 72   |                               | Чарли Бейкер            | 8 января 2015 года   | 5 января 2023 года   | 2919            | Карин Полито                                                           | Республиканец          | Ушёл в отставку                                                                                 |
| 73   |                               | Мора Хили               | 5 января 2023 года   | Действующая          | 925             | Ким Дрисколл                                                           | Демократ               | Избрана в 2022 году                                                                             |